# DB Schenker Rail Coaltran
DB Schenker Rail Coaltran Sp. z o.o. – dawny polski przewoźnik kolejowy. Spółka byla własnością DB Schenker Rail Polska.

## Historia
Przedsiębiorstwo powstało w 2002 roku pod nazwą Coaltran Sp. z o.o. Powołana została jako spółka transportowa Elektrociepłowni Warszawskich.
W 2004 r. została przejęta przez PCC Rail, a następnie w 2009 roku wraz z nią przez DB Schenker Rail Polska.
18. stycznia 2012 została wykreślona z Rejestru Przedsiębiorców.

## Działalność
DB Schenker Rail Coaltran jest przedsiębiorstwem specjalizującym się w świadczeniu obsługi bocznic kolejowych. Głównym klientem spółki są elektrociepłownie na terenie Warszawy należące do przedsiębiorstwa PGNiG Termika.
Tabor przedsiębiorstwa stanowią lokomotywy manewrowe SM48 oraz wagony towarowe typu: 24V, 418V, 419S, 904V i WAP.

### Bocznice kolejowe obsługiwane przez spółkę
- bocznica kolejowa Ciepłowni Wola
- bocznica kolejowa Elektrociepłowni Kawęczyn
- bocznica kolejowa Elektrociepłowni Pruszków
- bocznica kolejowa Elektrociepłowni Siekierki
- bocznica kolejowa Elektrociepłowni Żerań

### Linie kolejowe w zarządzie spółki
- Linia kolejowa nr 937 Warszawa Okęcie – Jeziorna